# Glavice
 Ovo je glavno značenje pojma Glavice. Za druga značenja pogledajte Glavice (razdvojba).
Glavice su naselje u sastavu grada Sinja u Cetinskoj krajini.
Glavice su jedno od naselja s najvećim brojem stanovnika, a da nisu zasebna općina. Broje 3750 stanovnika (2011.). Uglavnom se bave poljoprivredom i stočarstvom. Veliki dio Sinjskog polja obuhvaća upravo Glavice, što otvara velike mogućnosti po kojima bi Glavice mogle prehraniti veliki dio Dalmacije kad bi se malo uložilo u sustavnu proizvodnju hrane.[nedostaje izvor]
Za vrijema Drugog svjetskog rata većina ljudi iz Glavica bila je na partizanskoj strani te su dali dva narodna heroja: Franu Masnića i Tadiju Anušića. Prvi je ubijen od domaćih izdajnika, a drugi od talijanskih okupatora 26. siječnja 1942. godine. Velik broj Glavičana sudjelovao je u Domovinskom ratu. U NOB-u tijekom Drugog svjetskog rata sudjelovalo je 441 stanovnik.
Velik broj Glavičana prije Domovinskog rata radio je u tvornici tekstila Dalmatinka, koja prelaskom na tržišnu privredu i tajkunskom privatizacijom u Domovinskom ratu nije opstala, što je za posljedicu imalo velik broj otpuštenih radnika.

## Stanovništvo
| broj stanovnika | 1202  | 1265  | 1349  | 1371  | 1630  | 2187  | 2226  | 2578  | 2741  | 2914  | 3093  | 3376  | 3775  | 4055  | 3876  | 3753  | 3597  |
|                 | 1857. | 1869. | 1880. | 1890. | 1900. | 1910. | 1921. | 1931. | 1948. | 1953. | 1961. | 1971. | 1981. | 1991. | 2001. | 2011. | 2021. |

## Kukltura
- Crkva sv. Ivana
- KUD Glavice

## Sport
- NK Glavice 1991

## Zanimljivosti
U Glavicama djeluje nogometni klub NK Glavice, koji sudjeluje u hrvatskim nižim ligama. Klub je osnovan 1946. godine pod imenom Borac te je devedesetih preimenovan u NK Glavice. Jedan od najpoznatijih napadača kluba je Zlatko Canjuga, bivši predsjednik NK Croatije.[nedostaje izvor] Klub je 2018. godine prestao s radom, te je ubrzo osnovan novi klub - NK Glavice 1991.

## Poznate osobe
- Marko Veselica, hrvatski političar
- Vladimir Veselica, hrvatski ekonomist
- Petar Vučić, hrv. pravnik, publicist i pjesnik
- Zoran Milanović, hrvatski predsjednik
- Petar Masnić, katolički svećenik, organizator pokreta otpora u drugom svjetskom ratu, vijećnik Avnoja, zastupnik u Ustavotvornoj i Narodnoj skupštini FNRJ
- Nediljko Labrović, hrvatski nogometni vratar